# Фізична енциклопедія
«Фізична енциклопедія» (рос. Физическая энциклопедия) — енциклопедія в п'яти томах, видана ордену Трудового Червоного Прапора видавництвом «Советская энциклопедия» в 1988 році під редакцією академіка О. М. Прохорова.

## Нумерація і зміст матеріалів у томах
| Том | Перша стаття                  | Остання стаття   |
| --- | ----------------------------- | ---------------- |
| 1   | Ааронова — Бома эффект        | Длинные линии    |
| 2   | Добротность                   | Магнитооптика    |
| 3   | Магнитоплазменный компрессор  | Пойтинга теорема |
| 4   | Пойнтинга — Робертсона эффект | Стримеры         |
| 5   | Стробоскопические приборы     | Яркость          |